# Louis Blanc (politicus)

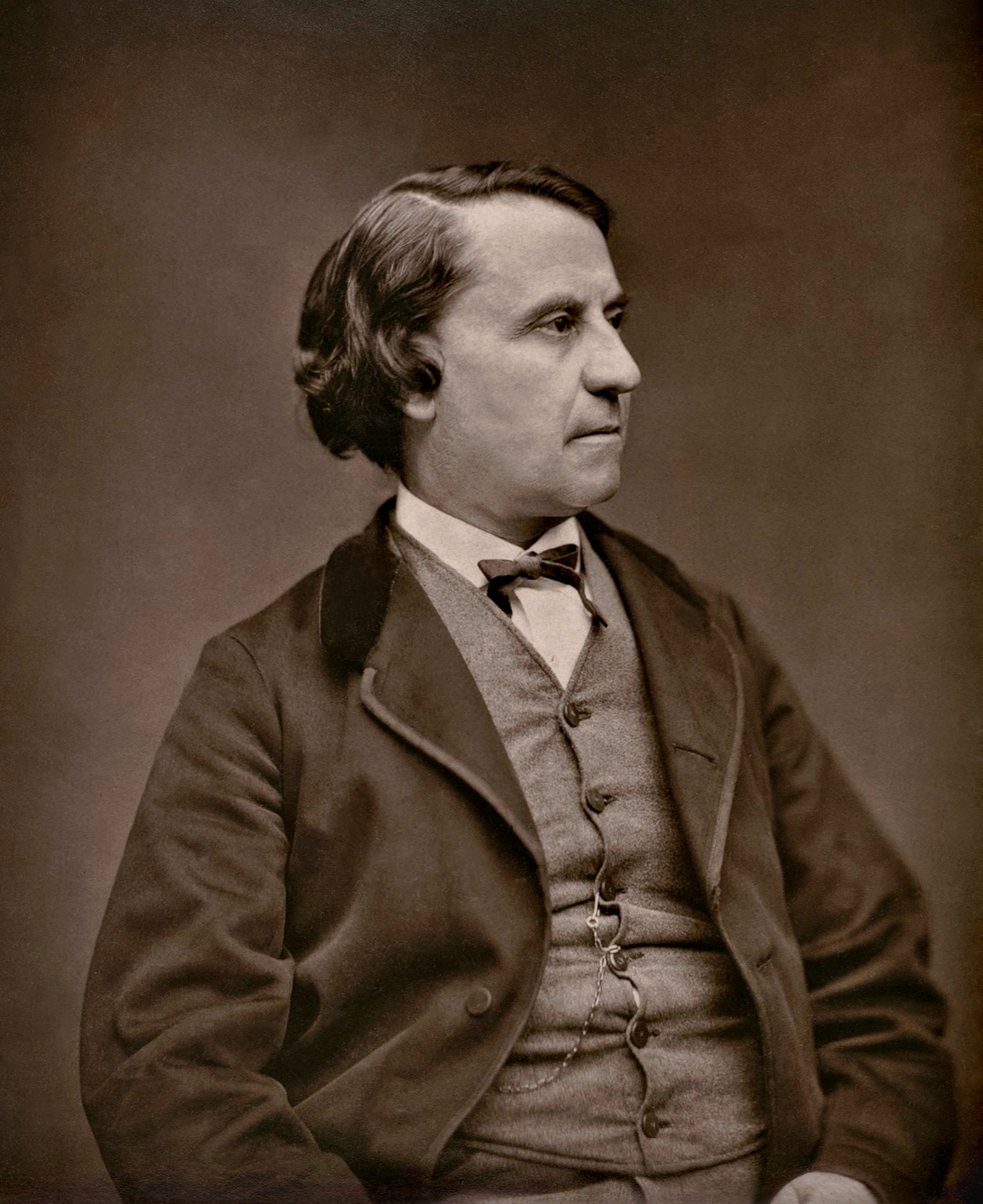
Louis Blanc circa 1874-1877

Jean Joseph Charles Louis Blanc (Madrid, 29 oktober 1811 – Cannes, 6 december 1882) was een Frans socialistisch politicus, journalist, schrijver en historicus. Hij speelde een belangrijke rol tijdens het Revolutiejaar 1848.

## Biografie
Blanc werd in Spanje geboren als zoon van een inspecteur bij het ministerie van financiën. Na het gymnasium te hebben doorlopen ging hij naar Parijs om journalist te worden. Aanvankelijk had hij weinig succes en moest hij een baantje als huisleraar aanvaarden bij een grootindustrieel in Arras. Door bezoeken aan diens fabrieken maakte hij kennis met de armzalige omstandigheden waaronder het proletariaat in die dagen moest werken en werd de basis gelegd voor zijn socialistische levensopvatting. 
In 1834 keerde Blanc terug naar Parijs en begon driftig te schrijven. Hij werkte als redacteur voor diverse socialistische kranten en bladen. In 1839 publiceerde hij zijn spraakmakende werk Organisation du travail, waarin hij de heerschappij der arbeidersklasse voorstond en als eerste het recht op arbeid bepleitte. Bekend werd zijn stelling 'Van ieder naar vermogen, aan ieder naar behoefte', waarmee hij bedoelde dat iedereen naar zijn vermogen moest werken en dat dan iedereen naar behoefte kon krijgen. Blanc wilde zijn socialistische denkbeelden op democratische en vreedzame wijze verwezenlijken door de oprichting van arbeidersassociaties met behulp van staatssteun. Eveneens voor de nodige ophef zorgde zijn boek Histoire de dix ans 1830-1840, waarin hij de juli-monarchie aanviel. In 1847 kwamen de eerste twee delen van zijn Histoire de la Revolution Française uit.
Na de februarirevolutie van 1848, die een eind maakte aan de juli-monarchie, werd Blanc als voorman van de arbeidersbeweging gekozen tot minister van arbeid in de voorlopige regering, die de Tweede Franse Republiek uitriep. Blancs hervormingsvoorstellen werden echter voortdurend afgewezen door deze nieuwe regering, die een veel conservatiever beleid uitoefende dan de revolutionairen hadden geëist. Dit leidde tot veel onvrede onder de arbeiders. Onder druk van Blanc werden de 'Ateliers Nationaux' opgericht, waar werklozen te werk gesteld werden. De regering zorgde ervoor dat Blanc geen invloed had op de uitvoering van deze werkplaatsen. Er mocht alleen werk worden verricht zonder productiewaarde, omdat de regering niet wilde dat de werkplaatsen gingen concurreren met bestaande bedrijven. De opgezette werkplaatsen waren bovendien slecht georganiseerd en beschikten over onvoldoende grondstoffen en gereedschap. Er waren te veel deelnemers (die maar vier dagen in de week konden werken) en er was weinig discipline onder de arbeiders. In de ogen van de bourgeoisie was het een bron van socialistische agitatie. De directeur van de sociale werkplaatsen was een openlijke tegenstander van Blanc en erkende in zijn memoires dat het de bedoeling was dat de sociale werkplaatsen zouden mislukken om zo Blancs socialistische ideeën in diskrediet te brengen.
In juni 1848 besloot de regering om de Ateliers Nationaux te ontbinden. Ongeveer 110.000 mensen waren direct of indirect afhankelijk van de Ateliers Nationaux voor hun inkomen. Op 22 juni werden de arbeidersassociaties opgeheven, waardoor er een opstand uitbrak. De Parijse werklozen en arbeiders gingen op 23 juni de straat op om une république sociale et démocratique (la sociale) te eisen. Deze Juni-oproer werd echter op bloedige wijze neergeslagen door Louis Eugène Cavaignac. 
Blanc week na de juni-oproer via België uit naar Londen, waar hij tot 1870 in asiel zou blijven. Hij werkte er verder aan zijn Histoire de la Revolution Française, die uiteindelijk vijftien delen zou beslaan. Na zijn terugkeer naar Frankrijk werd hij als links-republikein lid van de Assemblée Nationale. Zijn opvattingen hadden zich intussen gematigd. Als pleitbezorger van de sociaaldemocratie sprak hij zich dan ook uit tegen de Parijse commune in 1871. In 1879 zorgde hij er echter wel voor dat de voormalige communards amnestie kregen.
Blanc was aan het einde van zijn leven de mentor van de gematigde socialisten als Jean Jaurès en Georges Clemenceau. Nog lange tijd gold hij als een der belangrijkste theoretici van het socialisme. Hij overleed in 1882 te Cannes, 71 jaar oud, en werd onder groot eerbetoon begraven op het Cimetière du Père-Lachaise te Parijs.

## L'Organisation du Travail
Louis Blanc heeft zijn socialistische denkbeelden beschreven in zijn boek L'Organisation du Travail uit 1839. Volgens Blanc was volledige werkgelegenheid slechts mogelijk als de overheid krediet verleent aan arbeiders om arbeidersassociaties op te richten. Deze arbeidersassociaties zouden wettelijk verplichte statuten hebben die door het parlement zou worden vastgesteld. Deze statuten gaven de maximale en minimale lonen aan, maar ook een minimaal percentage dat voor investering gebruikt moest worden. Verschillende associaties in dezelfde bedrijfssector zouden verenigd zijn in Ateliers Nationaux, waar het macro-economische beleid zou worden vastgesteld. De bestuurders van de Ateliers Nationaux zouden worden aangesteld door de arbeidersassociaties. De verschillende Ateliers Nationaux zouden ondergeschikt zijn aan de centrale overheid. Uiteindelijk zouden alle kapitalistische bedrijven weggeconcurreerd worden door de arbeidersassociaties. Spoorwegen, banken en nutsvoorzieningen zouden direct door de overheid bestuurd worden.
Blanc schreef in de eerste editie dat de lonen worden uitgekeerd naargelang functie en werkuren, terwijl hij vanaf de vijfde editie pleitte om op de lange termijn de ongelijke lonen te vervangen door gelijke lonen die hoog genoeg waren om alle behoeften te kunnen vervullen. Blanc verwoordde deze verdeling tijdens een toespraak op 3 april 1848 met de leuze: "Van ieder naar vermogen, aan ieder naar behoefte". Bij de negende editie verwijderde hij weer het pleidooi voor gelijke lonen.

## Werk
- Organisation du travail (1839), Bureau de la Société de l’Industrie Fraternelle, Paris, 1847
- Histoire de dix ans, 1830-1840, Pagnerre, Paris, 1842, Google Book
- Histoire de la révolution française, Lacroix, Paris, 1878, 2. Auflage, 15 Bände
- La contre-révolution, partisans, vendéens, chouans, émigrés 1794-1800 (met Jacques Crétineau-Joly)
- Lettres sur l'Angleterre (1866-1867)
- Dix années de l'Histoire de l'Angleterre (1879-1881)
- Questions d'aujourd'hui et de demain (1873-1884).